# Veriano Luchetti
Veriano Luchetti (ur. 12 marca 1939 w Viterbo, zm. 23 kwietnia 2012 w Rzymie) – włoski śpiewak operowy, tenor.

## Życiorys
Początkowo był pilotem wojskowym, zrezygnował jednak ze służby w armii, by poświęcić się karierze wokalnej. Studiował w Mediolanie i Rzymie. Zadebiutował jako śpiewak w 1965 roku na festiwalu w Wexford rolą Alfeda w Traviacie, w 1967 roku wystąpił natomiast w Spoleto jako Hrabia Loris w Fedorze. W 1971 roku wystąpił w Afrykance na Maggio Musicale Fiorentino we Florencji. W 1973 roku rolą Pinkertona w Madame Butterfly debiutował w Covent Garden Theatre w Londynie. W 1975 roku po raz pierwszy śpiewał w mediolańskiej La Scali, wykonując partię Foresta w Attyli. W sezonie 1977/1978 występował na deskach nowojorskiej Metropolitan Opera jako Pinkerton i Rudolf w Cyganerii. W 1985 roku wystąpił na festiwalu w Salzburgu, gdzie wykonał partię Macduffa w Makbecie.
W swoim repertuarze miał partie w operach Verdiego, Pucciniego, Gounoda, Masseneta, Bizeta, Donizettiego, Belliniego i Cherubiniego, wykonywał też repertuar współczesny.